# Mihai Viteazu, Mureș
Mihai Viteazu, mai demult Zoltan, Șiolteanu (în dialectul săsesc Zultenderf, în germană Zoltendorf, Zultendorf, Zottendorf, Soltendorf, în maghiară Zoltán) este un sat în comuna Saschiz din județul Mureș, Transilvania, România.

## Clădiri istorice
- Castelul Haller, monument de arhitectură, construit de Familia Haller în anul 1553.

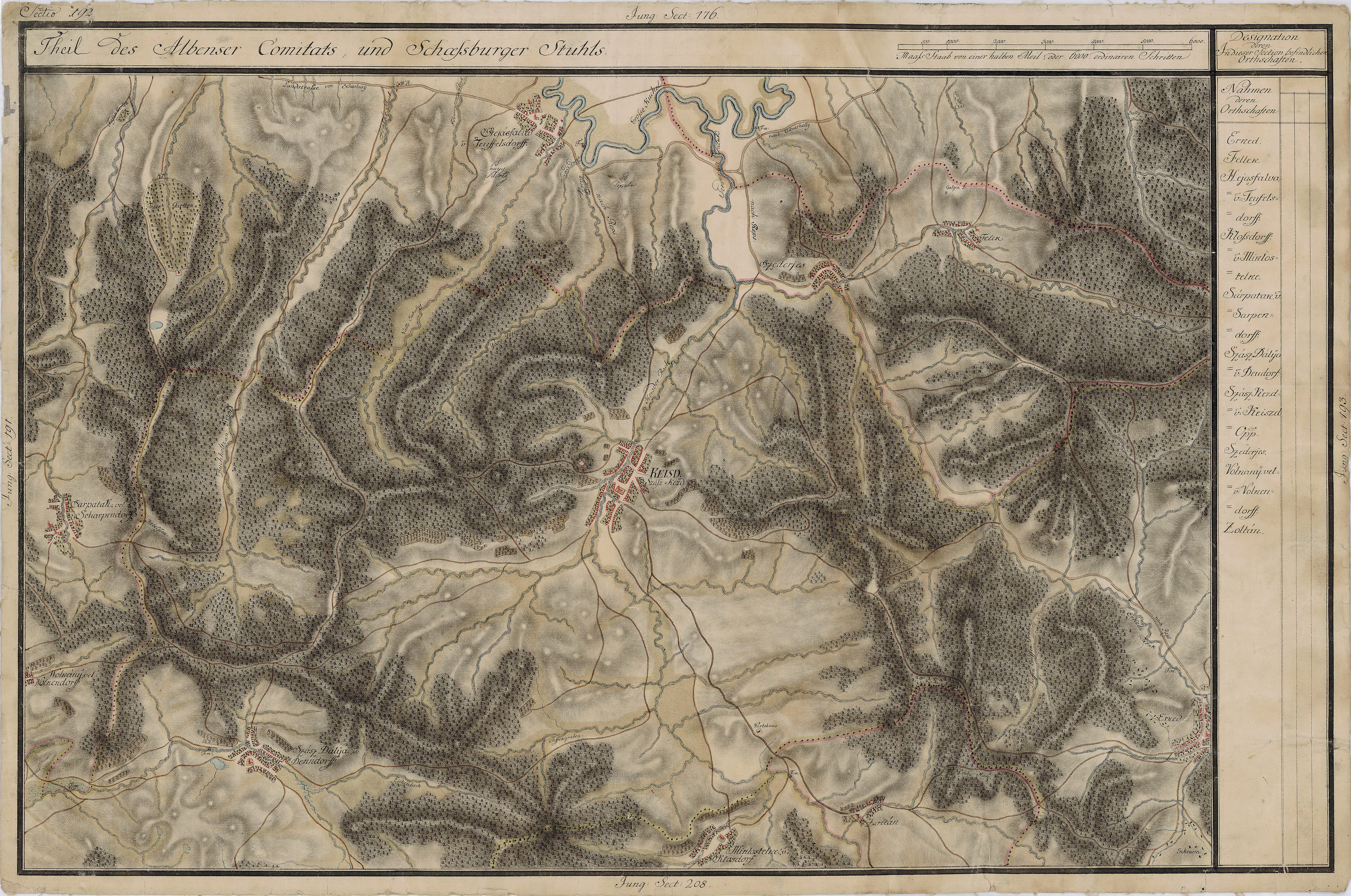
Mihai Viteazu pe Harta Iosefină a Transilvaniei, 1769-1773

## Imagini

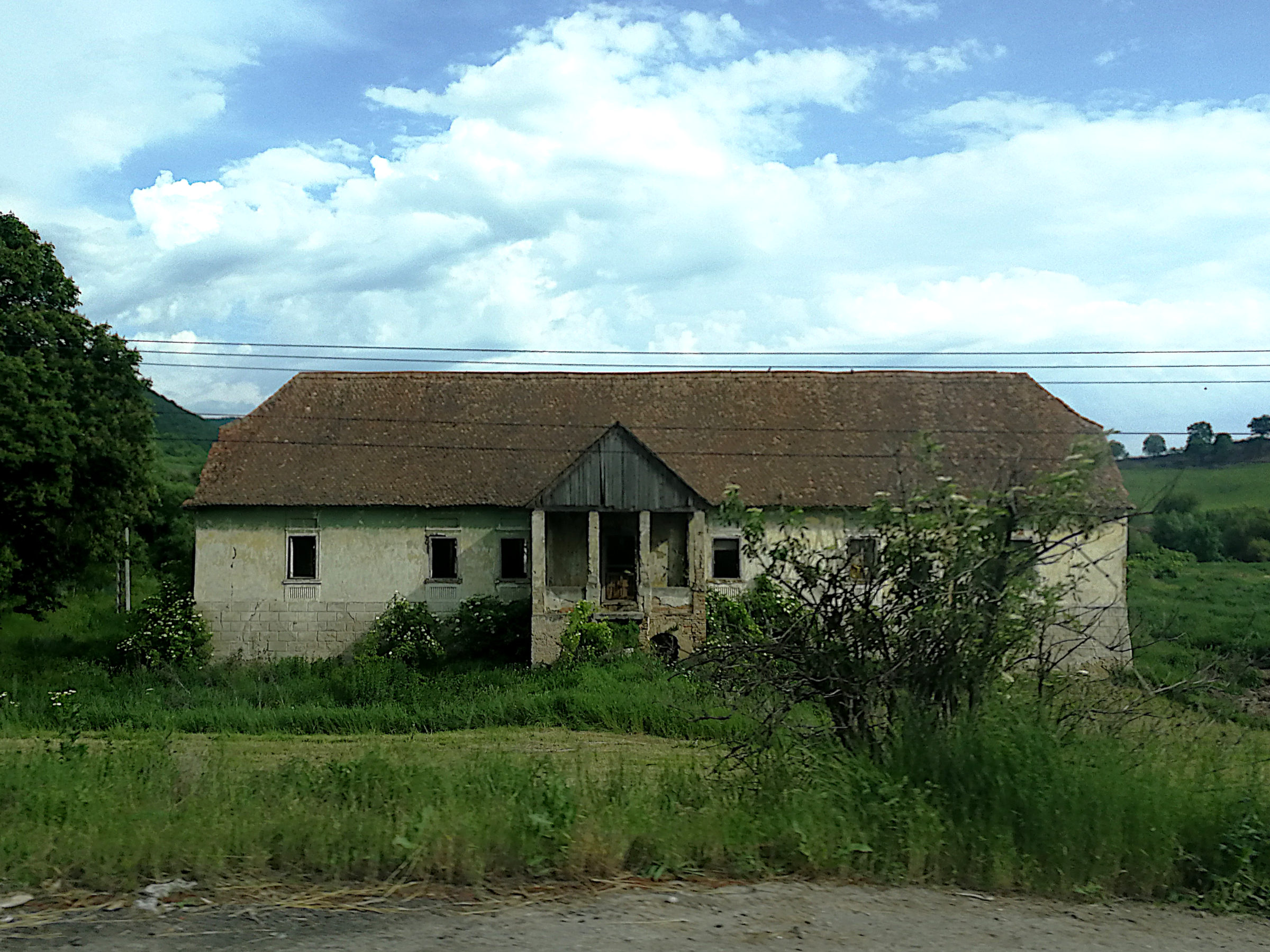
Castelul Haller
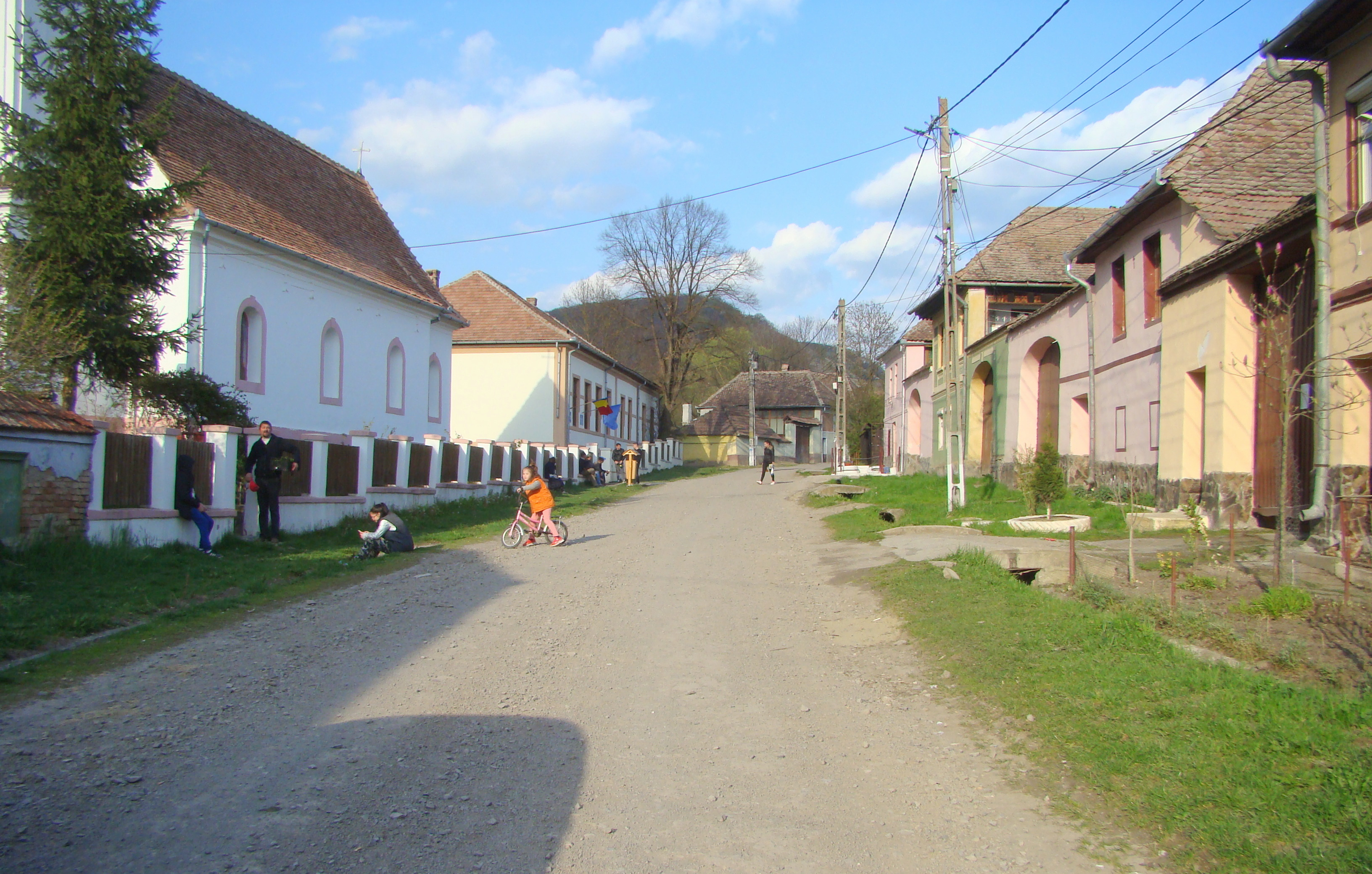
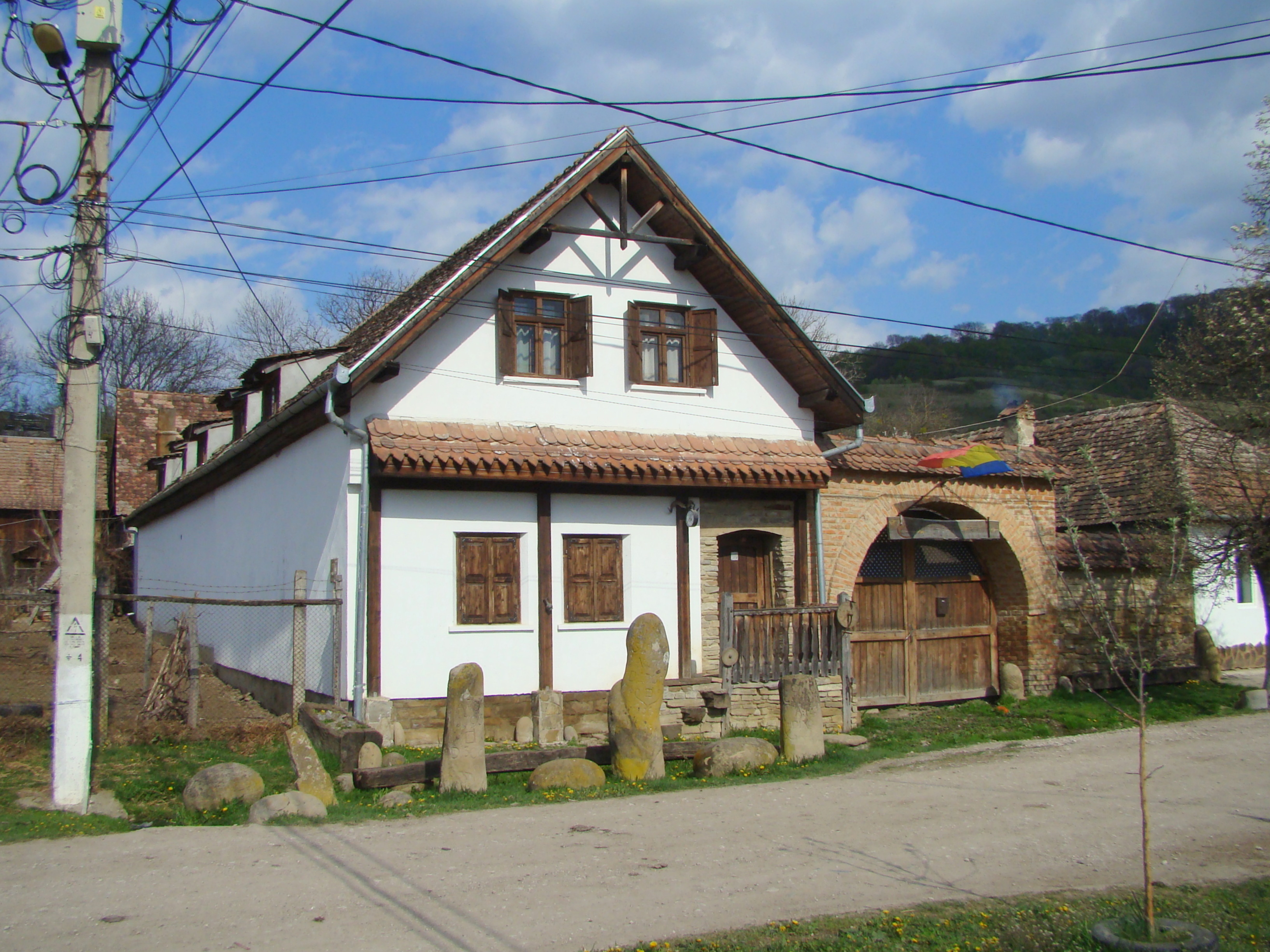
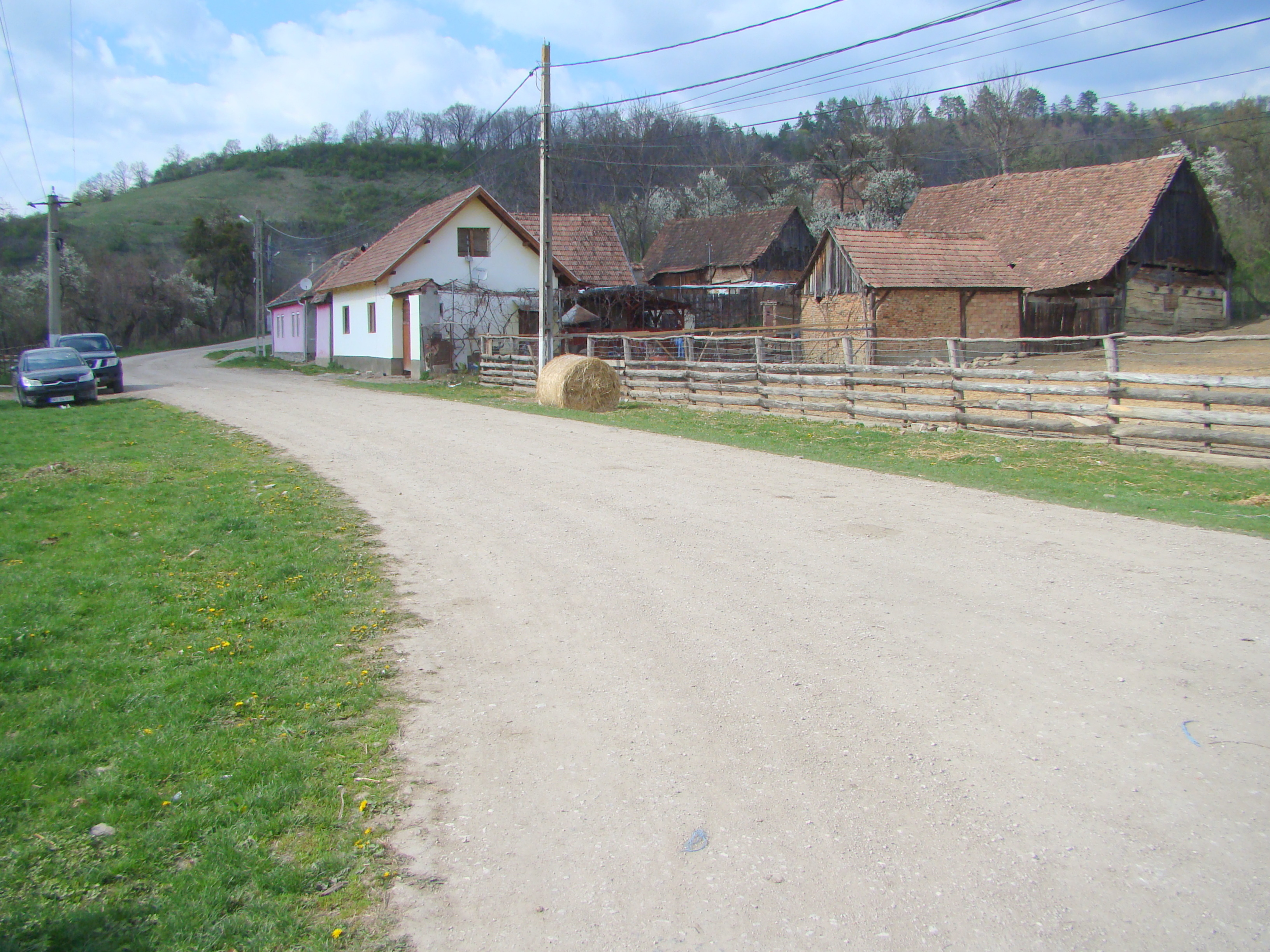
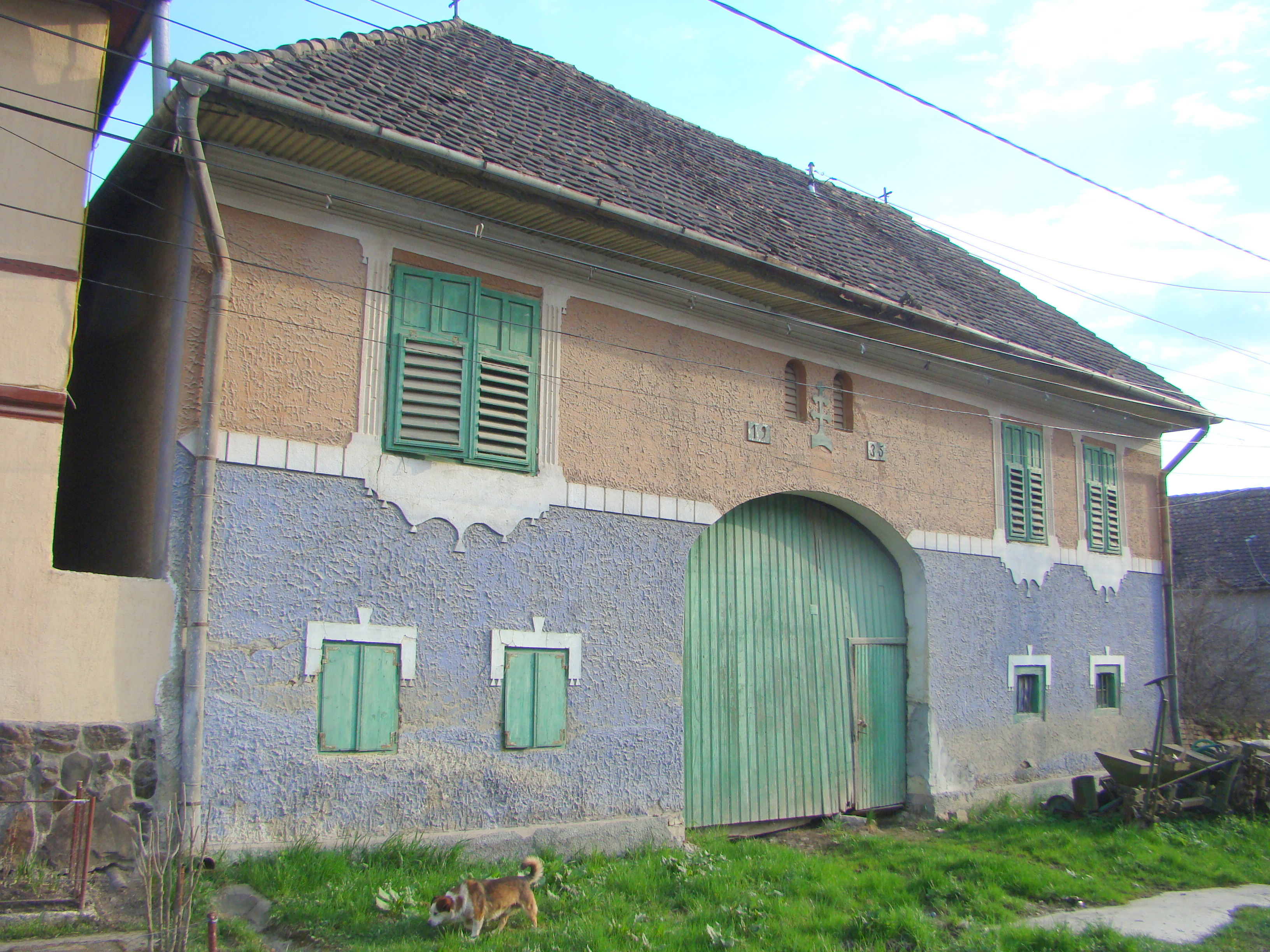
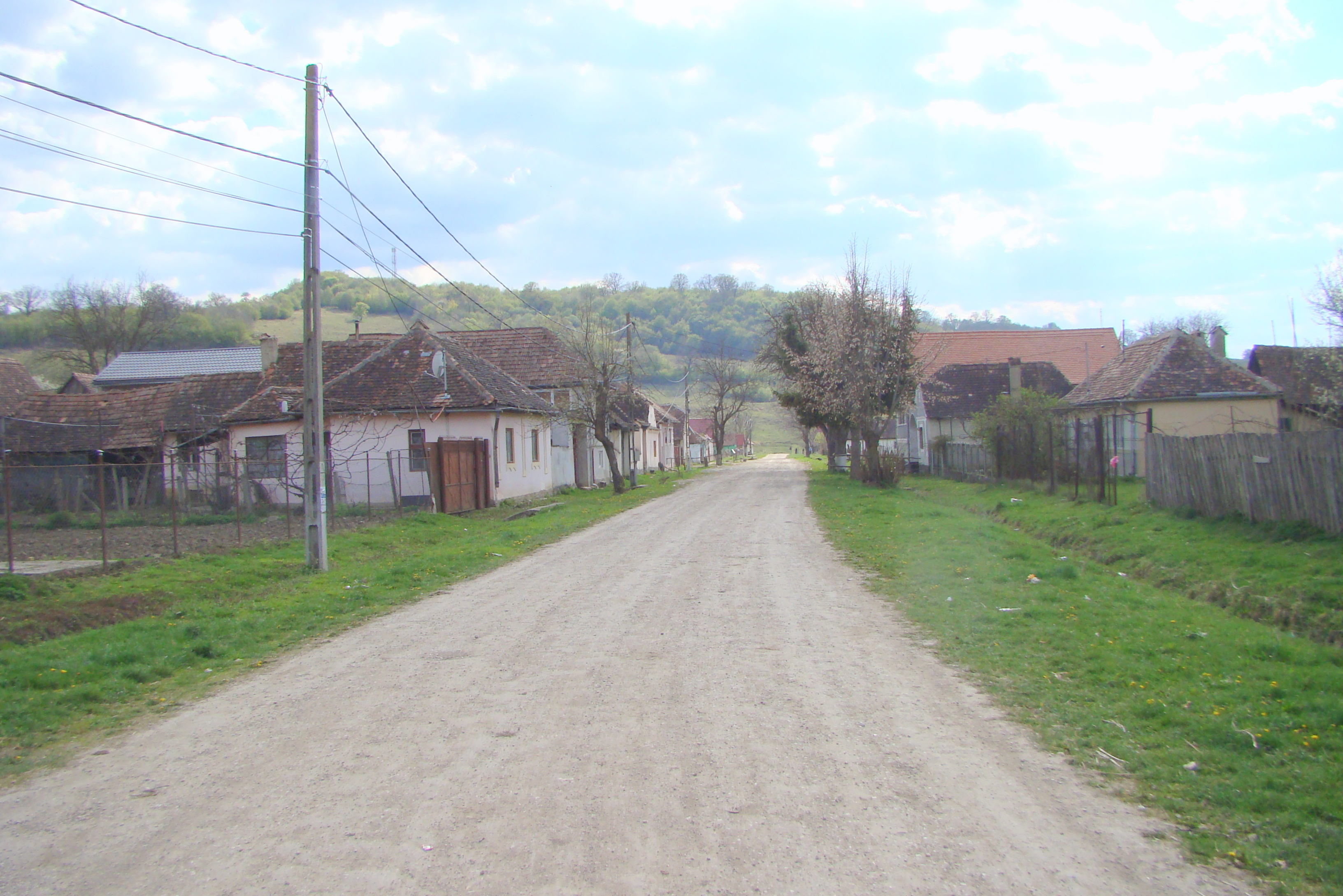
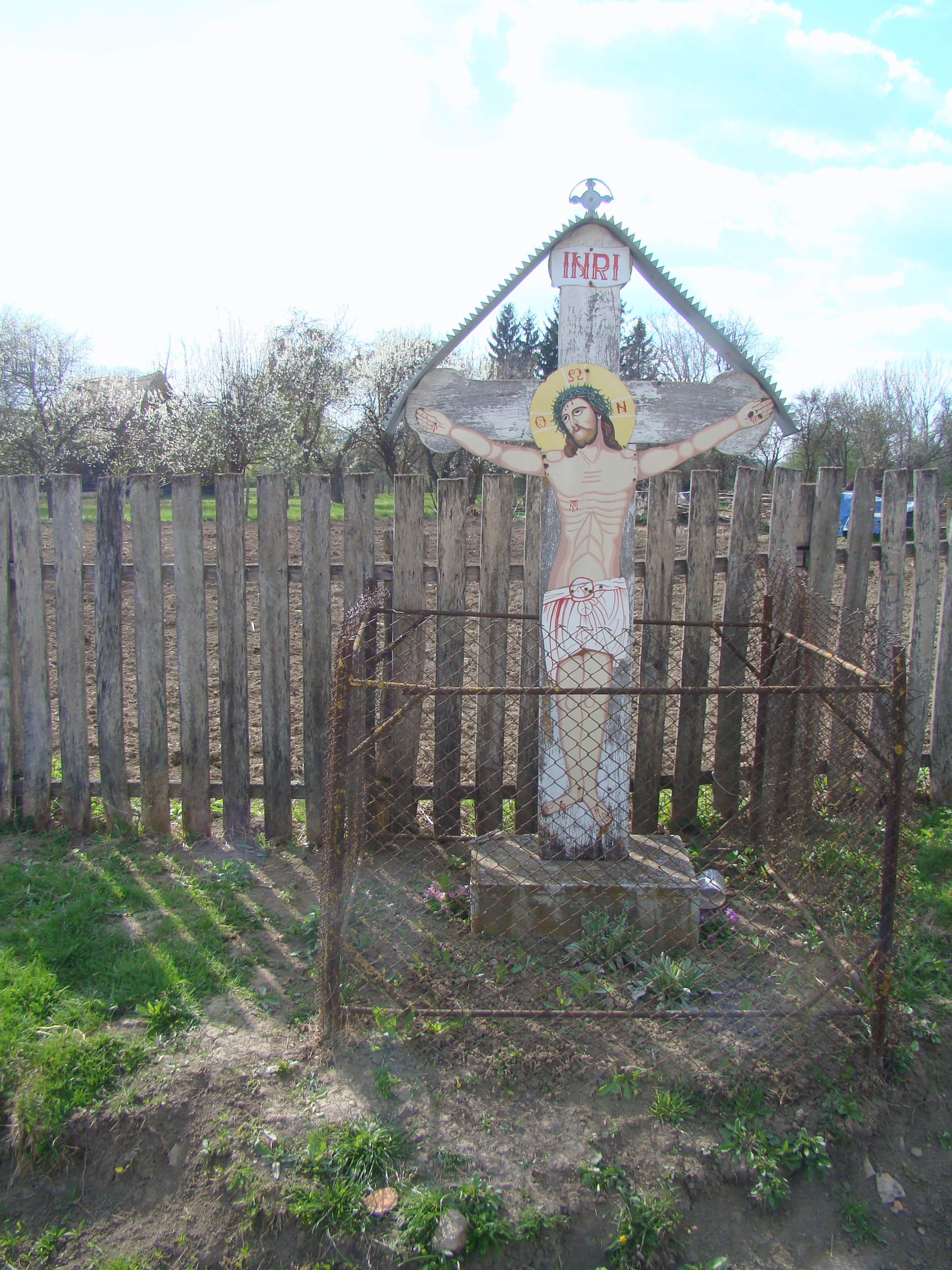
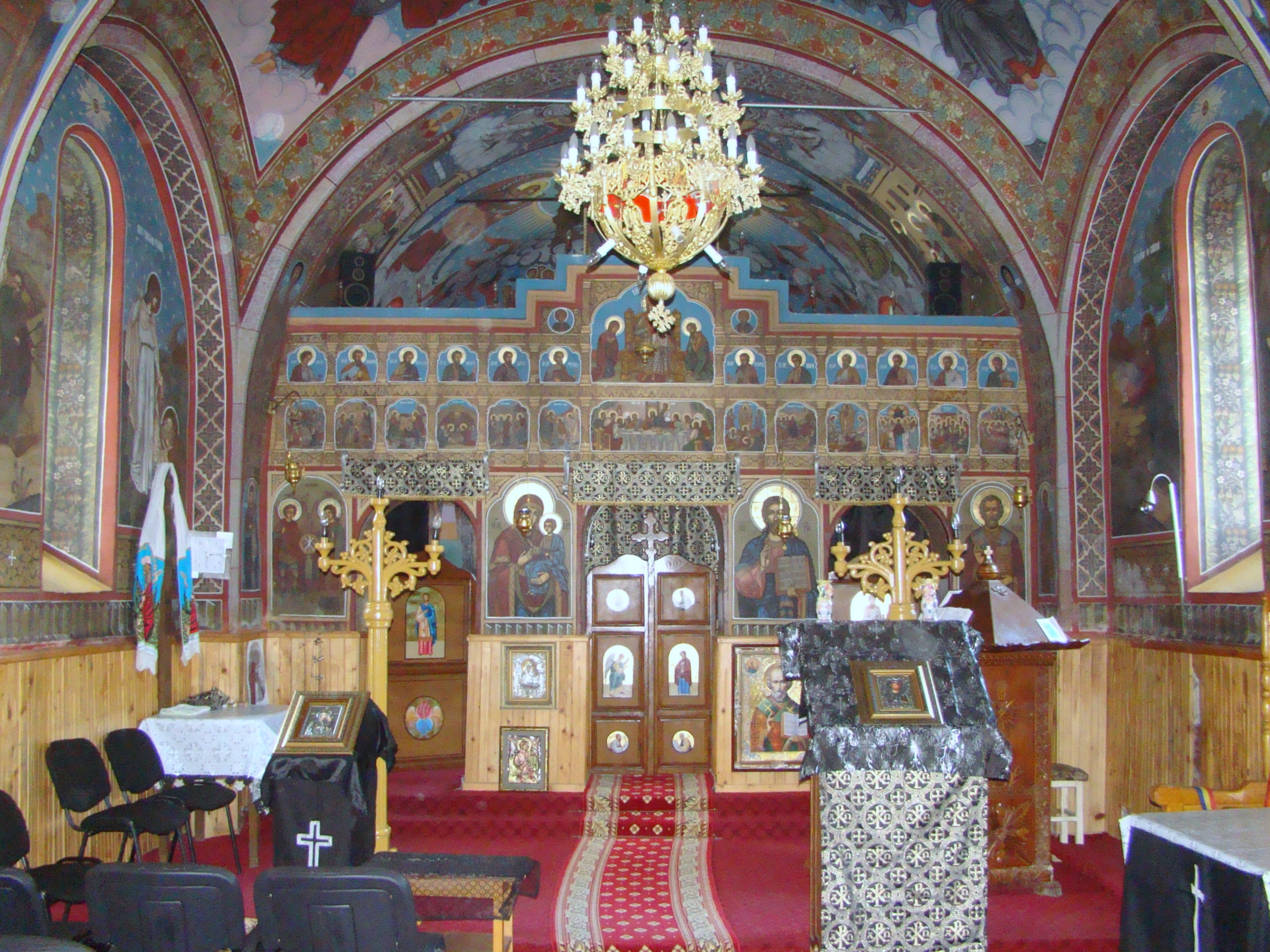
Biserica ortodoxă (nava spre iconostas)
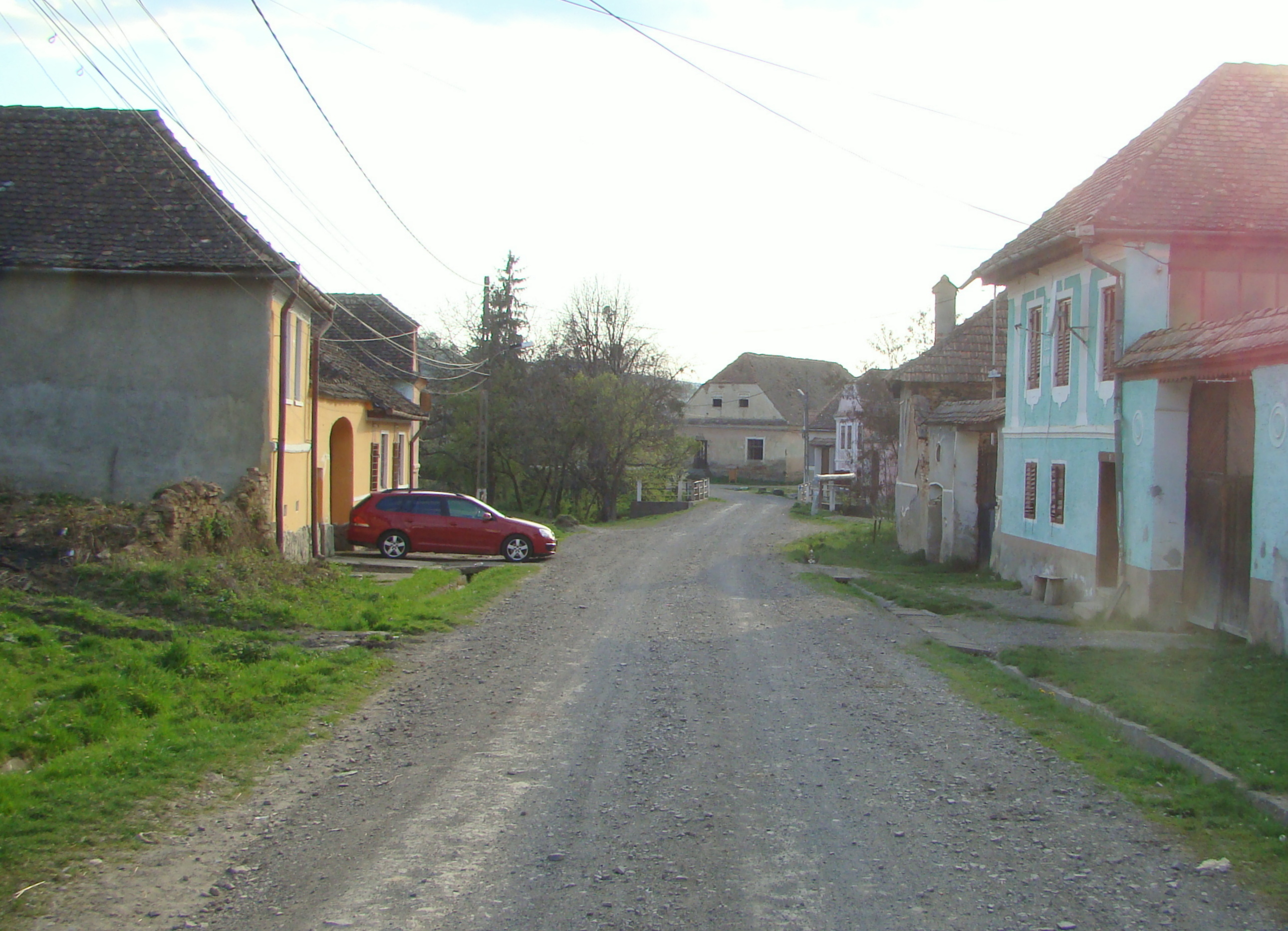
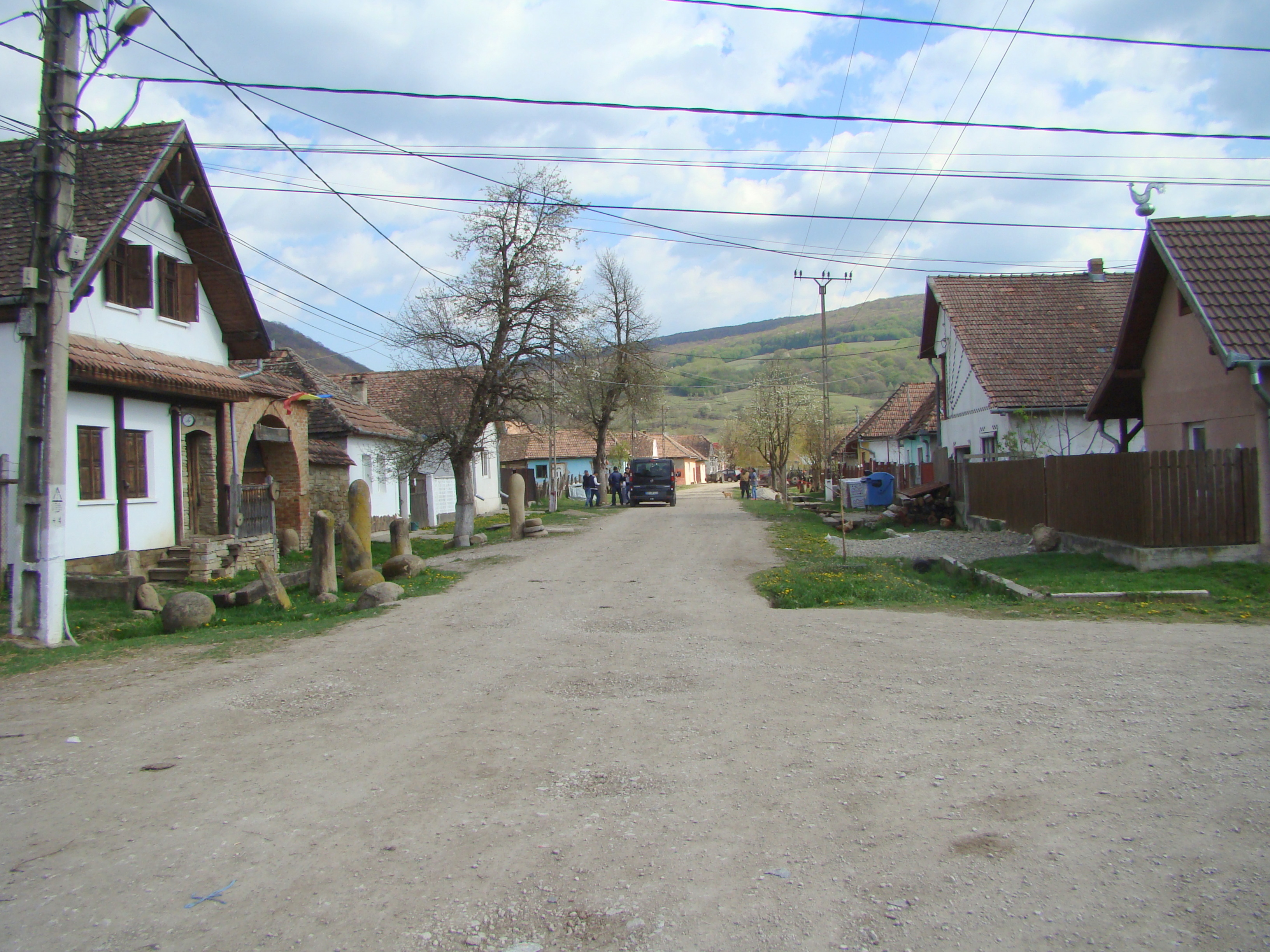